# Voie normale
 (juin 2009).
Si vous disposez d'ouvrages ou d'articles de référence ou si vous connaissez des sites web de qualité traitant du thème abordé ici, merci de compléter l'article en donnant les références utiles à sa vérifiabilité et en les liant à la section « Notes et références ».
Pour les articles homonymes, voir Voie normale (homonymie).

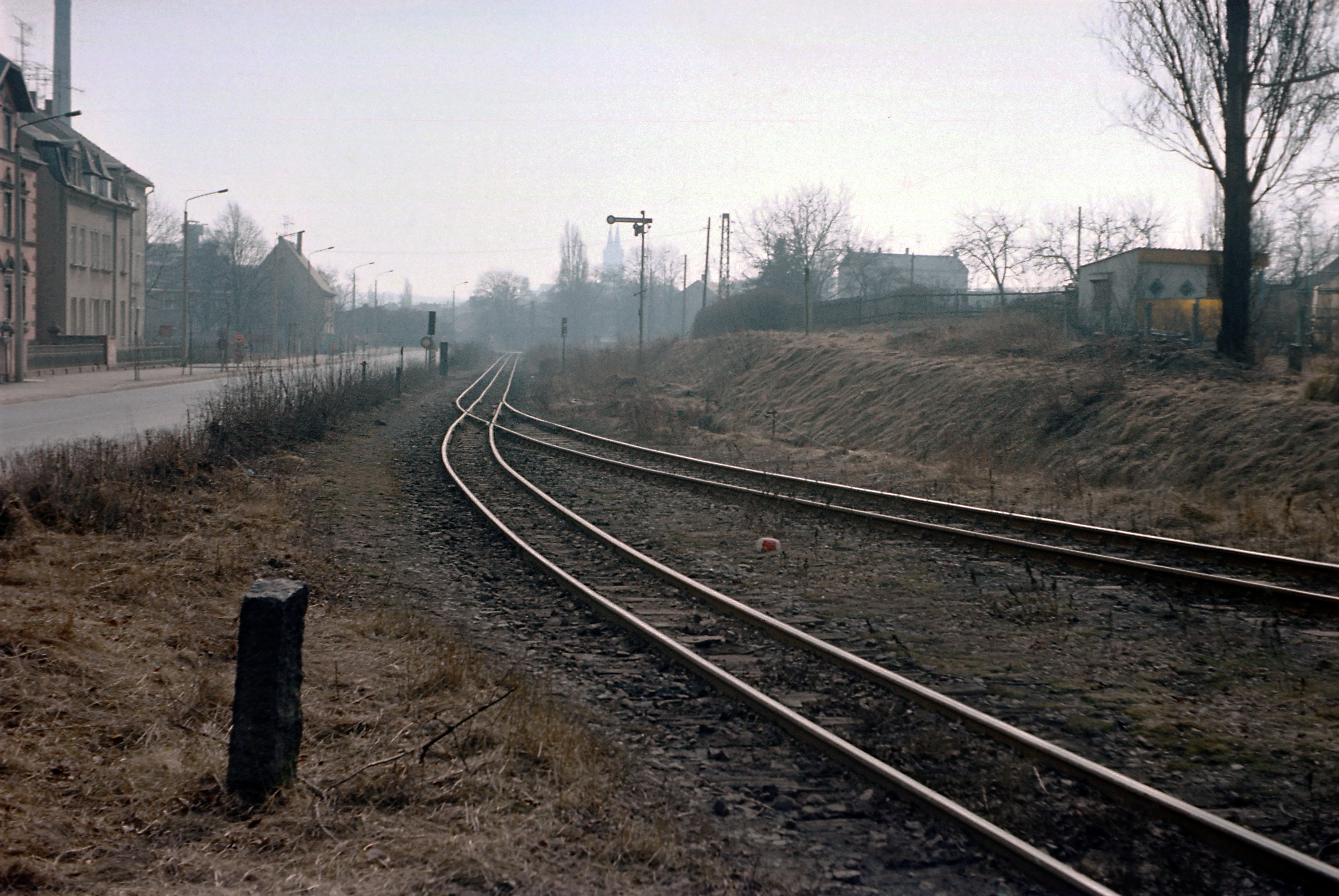
Voie à trois rails en direction de la sucrerie d'Anschl (voie Oschatz–Mügeln).

La voie normale, aussi appelée « écartement de Stephenson », est une voie ferrée dont l'écartement des rails est de 1 435 millimètres.
Cet écartement, considéré comme une référence par l'Union internationale des chemins de fer, est l'un des plus utilisés dans le monde, avec environ 60 % des lignes existantes.

## Origine
L’écartement normal est d’origine britannique. Les premières voies ferrées construites en Grande-Bretagne au tout début du XIXe siècle, essentiellement destinées au transport de marchandises et plus particulièrement du charbon, utilisaient des écartements très divers, principalement de 4 pieds 8 pouces où George Stephenson a ajouté un demi-pouce pour un meilleur roulement. Comme beaucoup de pays ont importé ses locomotives pour les premières lignes de chemin de fer et ont choisi l'écartement qui leur était proposé par l'usine, cet écartement est devenu prédominant sur le continent européen et en Amérique du Nord.

## Bataille de l'écartement
En Grande-Bretagne, presque toutes les premières voies furent construites suivant un écartement de 1 422,5 mm, écartement préconisé par George Stephenson pour la simple raison que c'était celui des roues de presque tous les autres véhicules de transport de l'époque. Isambart Kingdom Brunel, l'ingénieur de la Great Western Railway, construisit une voie dont l'écartement était de 2 140 mm. Cela nécessitait davantage de terrain, des ponts et des tunnels plus larges, ce qui permettait alors de construire des trains plus rapides et plus confortables. La confusion consécutive à la rencontre des deux écartements à Gloucester entraîna la formation d'une commission royale, laquelle aboutira à la loi sur l'écartement des voies ferrées en 1846. Selon cette loi, toutes les voies ferrées d'Angleterre, du pays de Galles et d'Écosse devaient respecter l'écartement de Stephenson, à l'exception de la Great Western. Plus tard cette ligne se conforma à la norme et les dernières voies larges furent transformées en 1892. La standardisation ne touchera pas tous les pays.

### Ligne de Stockton à Darlington
L'ingénieur anglais, George Stephenson, pionnier du chemin de fer, avait commencé sa carrière dans les mines de charbon Killingworth où il était employé comme mécanicien chargé de la surveillance et de l’entretien des machines à vapeur utilisées pour l’exhaure des puits de mine. Il y construisit en 1814 sa première locomotive à vapeur, la « Blücher » qui avait un écartement de 4 pieds 8 pouces, soit 1 422 mm. Lorsqu'il fut choisi pour superviser la construction de la ligne ouverte en 1825, pour évacuer la production des houillères de Darlington vers le port de Stockton-on-Tees, il choisit naturellement cet écartement, qui correspondait également à celui en usage dans les mines alentour.

### Ligne de Liverpool à Manchester et autres lignes ultérieures
Appelé pour la construction de la ligne de Liverpool à Manchester, ouverte en 1830, Stephenson choisit de reconduire l'écartement de 4 pieds 8 pouces tout en y ajoutant un demi pouce supplémentaire afin de réduire l'effet des frottements, plus particulièrement dans les courbes.
Après le succès de cette ligne, on fit de plus en plus appel à Stephenson pour la construction de chemins de fer, tant en Grande-Bretagne que sur le continent. Il sut convaincre les fabricants de matériel d’utiliser son écartement standard de 4 pieds 81⁄2 pouces.

### Quand l'écartement de Stephenson devient la norme britannique
Cet écartement fut par la suite repris par une commission royale qui recommanda son adoption en 1845 et par le parlement britannique qui vota l’année suivante le Gauge Act (Loi sur l’écartement des rails). La plupart des lignes importantes de Grande-Bretagne furent construites à voie normale, à l’exception notable du Great Western Railway qui adopta un écartement nettement plus large (7 pieds 1⁄4 pouce, soit 2 140 mm). Cette compagnie se convertit à l’écartement normal en 1892.

## Largeur de la voie ferrée normale
Pour permettre la circulation internationale, l'Allemagne, l'Autriche-Hongrie, la France, l'Italie et la Suisse ont, le 10 mai 1886, fixé par la « convention de Berne », l'écartement minimum et maximum des voies ferrées à respectivement : 1,435 m et 1,465 m ; avec un écartement nominal de 1,440 m.
La largeur usuelle de la table de roulement (champignon) étant de 60 mm, l'écartement nominal d'axe en axe entre les deux rails est donc très exactement de 1,500 m.
Pour les essieux, la convention fixe à 1,5 m la distance entre les cercles de roulement, à 0,13 m et 0,15 m les largeurs minimale et maximale des bandages, à 1,405 m et 1,425 m l'écartement extérieur minimal et maximal des boudins. Ce qui donne un jeu latéral des essieux variant entre 10 et 60 mm.
Cette convention normalise aussi de nombreux autres éléments ; tampons, attelages, serrures et cadenassement des voitures (Clé de Berne), etc..

## Dans la culture
En novembre 2018, un film intitulé La Voie normale est présenté aux Journées cinématographiques de Carthage, en Tunisie. Il s'agit d'un documentaire tourné par Erige Sehiri qui retrace le parcours de cheminots tunisiens affectés sur la voie 1 qui est appelée la voie normale car c'est la seule du pays aux normes internationales. Elle est aussi la plus délaissée de Tunisie (accidents, isolements, pannes) et le film en profite pour dénoncer l'incompétence et la corruption des dirigeants de la compagnie en filmant des cheminots sur le terrain avec, en toile de fond, l'évolution de la société tunisienne post-révolutionnaire.